# Darcy Lima
Darcy Gustavo Machado Vieira Lima (ur. 22 maja 1962 w Rio de Janeiro) – brazylijski szachista i trener szachowy (FIDE Trainer od 2010), arcymistrz od 2000 roku.

## Kariera szachowa
W 1980 r. zdobył w Fortalezie tytuł mistrza Brazylii juniorów do lat 20. W połowie lat 80. awansował do czołówki krajowej, od 1988 r. będąc stałym członkiem reprezentacji olimpijskiej. Do 2008 r. wziął udział we wszystkich w tym okresie rozegranych jedenastu szachowych olimpiadach. W 1988 r. zdobył również pierwszy w karierze medal indywidualnych mistrzostw Brazylii, zajmując w dogrywce o brązowy medal I miejsce. W kolejnych latach zdobył 3 tytuły mistrza kraju (1992, 2002, 2003),jeden tytuł wicemistrzowski (2000) oraz cztery medale brązowe (1995, 1996, 2004, 2005). W 1993 r. uczestniczył w turnieju międzystrefowym w Biel/Bienne, natomiast w latach 2000 i 2004 - w rozgrywanych systemem pucharowym turniejach o mistrzostwo świata (w obu odpadając w I rundach). W 2005 r. wystąpił w Pucharze Świata, ale również w tym turnieju przegrał pojedynek w I rundzie i odpadł z dalszej rywalizacji.
Zwyciężył bądź podzielił I miejsca w turniejach rozegranych m.in. w Taubaté (1988), Matao (1988), Rio de Janeiro (1991, 1997), Brasilii (1997, 1999, 2002), Vitorii (1997), São Paulo (2000, 2003 - turnieje strefowe), Santos (2002) oraz w Cali (2007, mistrzostwa Ameryki, wraz z m.in. Julio Granda Zunigą i Aleksandrem Iwanowem). W 2010 r. zdobył w Cali brązowy medal mistrzostw Ameryki.
Najwyższy ranking w karierze osiągnął 1 kwietnia 2001 r., z wynikiem 2550 punktów zajmował wówczas 6. miejsce wśród brazylijskich szachistów.